# Nilakanta Sri Ram
N. Sri Ram, (Thanjavur, Tamil Nadu, India; 15 de diciembre de 1889 – Adyar, India, 8 de abril de 1973) fue un filósofo y teósofo indio, quinto presidente de la Sociedad Teosófica, desde 1953 hasta su fallecimiento en 1973.

## Biografía
Nilakanta o Nilakantha Sri Ram nació en Thanjavur, Tamil Nadu, India, el 15 de diciembre de 1889 de familia de teósofos. Fue uno de los ocho hijos de Nilakanta Sastri, ingeniero, y de Seshammal; familia perteneciente a la casta Brahmán. Obtuvo su título universitario en Matemáticas de la Universidad de Madrás (India).  Filósofo y teósofo, presidente de la Sociedad Teosófica en Adyar. Ejerció como secretario privado de la que fuera su presidenta hasta 1933, Annie Besant, fue Editor Asistente de las publicaciones de la Sociedad, Vicepresidente y finalmente Presidente.
Fue maestro en el Besant Theosophical College en Madanapalle, en la National School en Bangalore y en la Universidad de Madras en Chennai. Alcanzaría la presidencia de la Sociedad Teosófica de Adyar el 17 de febrero de 1953, sucediendo a Curuppumullage Jinarajadasa y ocuparía este cargo hasta su fallecimiento en 1973. Su sucesor fue John Coats. También fue miembro, junto con Jinarajadasa, de la Federación India de “Le Droit Humain” (una forma mixta de Masonería).
Cambió simbólicamente su apellido Sastri (de ascendencia brahmán) por Sri Ram (Sri, señor, prosperidad, y Ram, Rāma), contrario a como era al significado en que había degenerado el sistema de castas hindú. 
Los veinte años de Sri Ram en la presidencia representaron un cambio muy importante en el trabajo de la Sociedad Teosófica y también en la percepción de sus miembros sobre la naturaleza de la Teosofía.  Su logro fue verdaderamente destacado: Sri Ram cambió el énfasis que se tenía en ese entonces en el estudio de las cosas ocultas y sus fenómenos, y se enfocó en cambio, en los elevados Ideales éticos de la teosofía (o verdadero ocultismo) y en su rol en la transformación de la conciencia humana.  Se esforzó además en que las publicaciones de la ST fueran traducidas a los diferentes idiomas locales.
Sri Ram fue el último presidente de la ST que tuvo contacto con su Fundador y Primer Presidente, el Coronel Henry Olcott.  Sri Ram es el vínculo entre los primitivos orígenes de la Sociedad y su trabajo, no sólo histórico, sino sobre todo espiritual. El tema central de muchos de sus libros es que "la verdad central de la teosofía es que existe una Unidad más allá de toda diversidad".
Falleció en Adyar, (India), el 8 de abril de 1973, a los 83 años de edad. 
Su hija, Radha Burnier, fue también una destacada teósofa y fue presidenta de la misma Sociedad en Adyar desde 1980 hasta su muerte en 2013, sucediendo a Coats.

## Obras
- Pensamientos para aspirantes. Theosophical Publishing House, 1957
- Sobre la atalaya, notas editoriales seleccionadas del The Theosophist, 1953-1966. TPH, Madrás, 1966
- Un acceso a la realidad. TPH, Madrás, 1968
- El interés humano y otros discursos y ensayos cortos. TPH, Wheaton, 1968
- Pensamientos para aspirantes, segunda serie. Vasanta Press, The Theosophical Society, Adyar, Madrás, 1974
- El Hombre, su origen y su evolución. Federación Teosófica Interamericana, Rosario, Argentina, 1974
- Ambición
- Regeneración humana
- Campo abierto del tercer objeto (De la Sociedad Teosófica)
- Discurso del Presidente en su reelección
- Discurso del Presidente, 1967 (Extractos sobre el lugar de la Sabiduría en el trabajo teosófico)
- Una Revolución interior
- Un teósofo mira al mundo
- La imagen de infalibilidad
- Por qué la Teosofía no puede ser definida[2]

### En Internet
- Biblioteca Upasika en español
- Katinka Hesselink en inglés
- Pensamientos para aspirantes en español